# Озеров Максим Петрович
Макси́м Петро́вич О́зеров (8 липня 1988, Нова Прага — 27 вересня 2014, Малоорлівка) — старший солдат Збройних сил України, учасник російсько-української війни.

## Короткий життєпис
Народився 1988 року в смт Нова Прага (Олександрійський район, Кіровоградська область). Виріс у багатодітній сім'ї, закінчив Кіровоградське училище за фахом кухар. Після строкової служби вирішив обрати професію військового й розпочав службу за контрактом. Планував вступати до Харківського військового училища.
У часі війни — військовослужбовець 169-го навчального центру Сухопутних військ ЗС України (Десна).
Загинув уночі проти 27 вересня 2014-го, в районі селища Малоорлівка (Шахтарський район, Донецька область), під час обстрілу терористів блокпосту підрозділу українських військ з РСЗВ «Град», гранатометів, мінометів і танків. Близько 23-ї години один зі снарядів влучив просто в блокпост, разом з Максимом загинули ще двоє військовиків — солдати Денис Чередніченко й Олександр Приходько.
Вдома лишились батьки, три брати й сестра. Похований у Новій Празі 30 вересня 2014-го. В Олександрійському районі оголошено день жалоби.

## Нагороди і вшанування
За особисту мужність і героїзм, виявлені у захисті державного суверенітету та територіальної цілісності України, вірність військовій присязі під час російсько-української війни, відзначений — нагороджений
- 27 червня 2015 року — орденом «За мужність» III ступеня.
- Його портрет розміщений на меморіалі «Стіна пам'яті полеглих за Україну» у Києві: секція 4, ряд 9, місце 17
- Вшановується 27 вересня на щоденному ранковому церемоніалі вшанування українських захисників, які загинули цього дня в різні роки внаслідок російської збройної агресії[2]